# 小行星2353
小行星2353（2353 Alva）是一颗绕太阳运转的小行星，为主小行星带小行星。该小行星于1975年10月27日发现。
該小行星以發現者保羅·維爾特的前女友命名。

## 轨道参数
小行星2353的轨道半长轴为2.8061141 UA，离心率为0.113。